# ISON彗星
ISON彗星（C/2012 S1，陸譯「艾森彗星」，臺譯「艾桑彗星」，港稱「光科網彗星」），是一顆掠日彗星，

## 發現
2012年9月21日，白俄羅斯维捷布斯克的維塔利·涅夫斯基（Виталий Невский）和俄羅斯孔多波加的阿爾喬姆·諾微切諾克（Артём Новичонок)發現發現該彗星。此一發現是使用國際科學光學監測網（International Scientific Optical Network，簡稱：光科網 ISON）靠近基斯洛沃茨克的俄羅斯0.4-（16-英寸）反射鏡，以自動的小行星發現程式CoLiTec尋獲的。
隨後很快的，科學家在2011年12月28日的萊蒙山巡天數據和2012年1月28日泛星計畫（Pan-STARRS）巡天數據中找到發現前的影像，9月22日由在義大利的Remanzacco天文台使用iTelescope網路進行了後續的觀測。
小行星中心在9月24日公布了此一發現。

## 物理性質
由雨燕衛星 （Swift Gamma-Ray Burst Mission，SWIFT）的觀測估計彗核的直徑約為5（3.1英里），原有媒體報導，彗星已於通過近日點時因太陽的高溫而解體，結束它550萬年來飛向太陽系內側的旅程。SOHO衛星在艾桑通過近日點後兩小時仍然觀測到有彗核的存在。甚至逐漸再次長出彗尾。但隨著「疑似彗核」的逐漸遠離，此團煙塵也逐漸散去黯淡，並離開SOHO的觀測範圍
。NASA預估，有90%的機率艾桑已經完全被摧毀，剩下直徑小於10公尺的碎片；10%左右的機率能夠有大於100公尺，可供繼續研究的碎片。NASA、ESA已經開始透過各種衛星尋找艾桑的蹤跡，哈伯望遠鏡也會在12月底觀測原先推測的艾桑彗星軌道，並進一步確認彗星的命運。

## 軌道
2013年11月28日，ISON彗星以離太陽中心0.012 AU（1,800,000 km；1,100,000 mi）的距離通過近日點（最靠近太陽的位置）。太陽半徑是 695,500 km（432,200 mi），所以 C/2012 S1將從距離太陽表面 1,100,000 km（680,000 mi）處掠過。它近似拋物線的軌道，表明在動力學上這是一顆來自歐特雲的新鮮彗星。初步的計算也顯示在它進入內太陽系的路徑上會接近火星與地球，在2013年10月1日將接近火星至大約0.0724 AU（10,830,000 km；6,730,000 mi）的距離，2013年12月26日以大約0.429 AU（64,200,000 km；39,900,000 mi）的距離掠過地球。
發現後很短的時間內，就注意到C/2012 S1的軌道要素與1680年大彗星相似，這暗示這兩顆彗星可能是來自同一個母體的碎片。然而，進一步的觀測已經表明這兩顆彗星是毫不相干的。
在2014年1月14-15日，地球將穿越C/2012 S1已經通過之後的軌道，被太陽風吹散的微米大小的塵埃粒子屆時可能會形成流星雨或夜光雲 。或許，這兩種情況都不太可能發生，因為地球只是接近C/2012 S1的軌道，並非真正的通過彗尾，要發生流星雨的機會是微乎其微的。此外，只進入內太陽系一次的長周期彗星就能引發流星雨，在過去的記錄是絕無僅有的。
微小的顆粒留在彗星經過之後還能殘留在軌道上 －－在彗核經過之後幾乎100天－－ 並能夠形成夜光雲也是微乎其微的。除此之外，眾所周知的，在過去的類似情況下，沒有此類的事件發生 －－大量的粉塵進入地球的大氣層。
斯皮策太空望遠鏡在6月13日觀測了C/2012 S1，估計它每天會排放出100萬公斤（220萬磅）的二氧化碳。
艾桑已經被確認是一顆"嬰兒彗星"（也就是以光電測量其年齡少於4彗星年的彗星）。而它被計算預測在通過近日點時，溫度會達到足以將鐵熔化的2,700 °C（4,890 °F）。另外，進入洛希極限內也意味著著太陽的引力可能會將它瓦解。

## 亮度和可見性

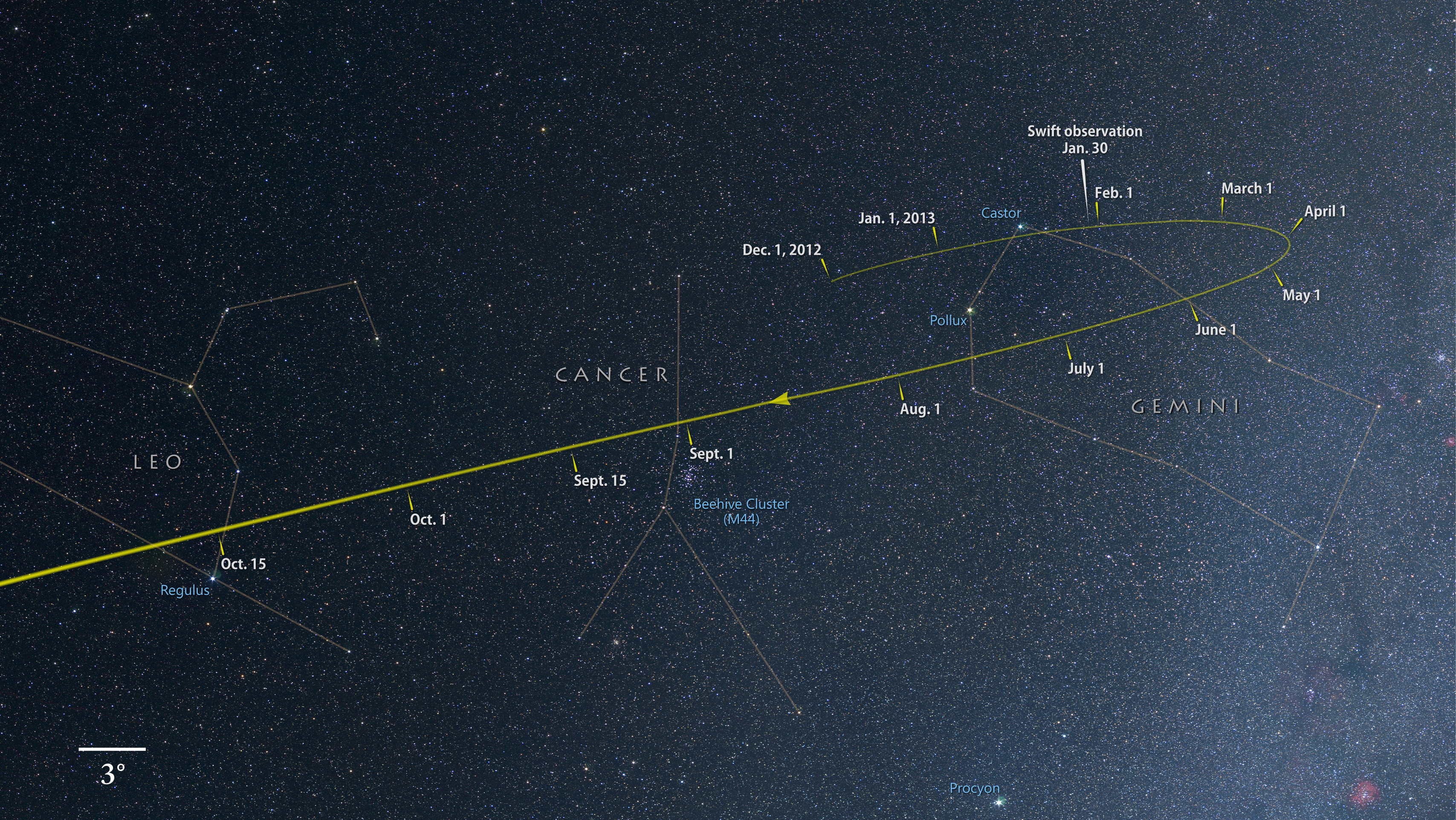
C/2012 S1從2012年12月至2013年10月的路徑。它會經過雙子座、巨蟹座和獅子座。

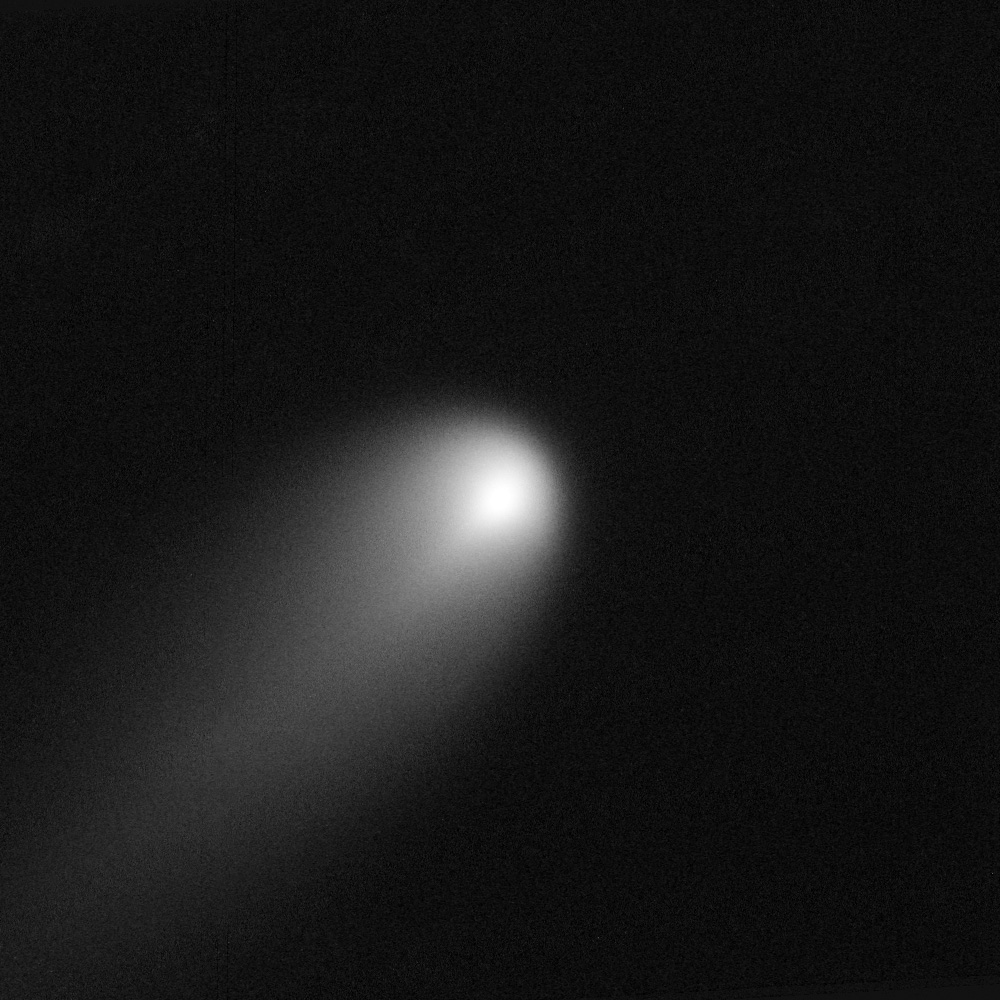
哈伯太空望遠鏡於2013年4月10-11日拍攝的C/2012 S1

光科網彗星在天文學家发现时视星等为18.8，彗髮直径为8"，此时它的轨道仍在木星之外，据估计它在2013年11月至2014年1月之间的亮度将可以透过肉眼看到，而其视星等在2013年11月左右时可能進入負值，国际小行星中心的程式預測其最大亮度将可達到-14等，超过-10等池谷－关彗星及-12.74等满月，成为1935年以来人类所观测到的最亮彗星（1935年以後才有較為統一的定義，即使在1935年以前，如此明亮的彗星也很难看到）。
C/2012 S1被發現時的視星等為18.8等，對裸眼而言是太暗淡而不可能見到，但是大型望遠鏡和攝影觀測的業餘天文學家都可觀測到它。依照大多數彗星的模式，天文學家預期它會在接近太陽時亮度會逐漸增加，而掉頭返回外太陽系時亮度下降。
在2013年6月5日至8月29日之間，C/2012 S1被預測離日度將會小於30度。大約到2013年9月，它應該就明亮到可以使用雙筒望遠鏡或小望遠鏡觀賞。然後到了11月，亮度應該會達到裸眼可以看見的6等。如果在通過近日點之後他依然存在，則到2014年的1月初都仍然可以用肉眼看到。
史匹哲太空望遠鏡在6月13日觀測C/2012 S1，估計它每天會排放出100萬公斤（220萬磅）二氧化碳。
在10月，C/2012 S1將經過獅子座最亮恆星軒轅十四，然後從火星的附近掠過。這些亮星都有助於尋找到這顆彗星 。大約從10月10日起，彗星會進入日地關係天文台（STEREO）的視野範圍內。到了11月，C/2012 S1更亮時，它會在天空中接近室女座角宿一及土星 。從11月27日起，C/2012 S1進入SOHO的觀測範圍。它大約會在11月28日抵達近日點，如果在經過太陽後，彗星結構保持不變，光度或許能達到負星等的等級)。因為會受到前向散射的影響，預測一顆會非常接近太陽的彗星的亮度是很困難的。例如，柯侯德彗星和C/1999 S4都因此與期望不符。最初，研究人員估計艾桑會亮如滿月，甚至更亮，但是根據最近的觀測，估計艾桑的亮度只能達到視星等-3至-5等，大約與金星的亮度相當。相較之下，自1935年以來最亮的池谷－关彗星(1965年)則達到-10等，比金星亮了許多。

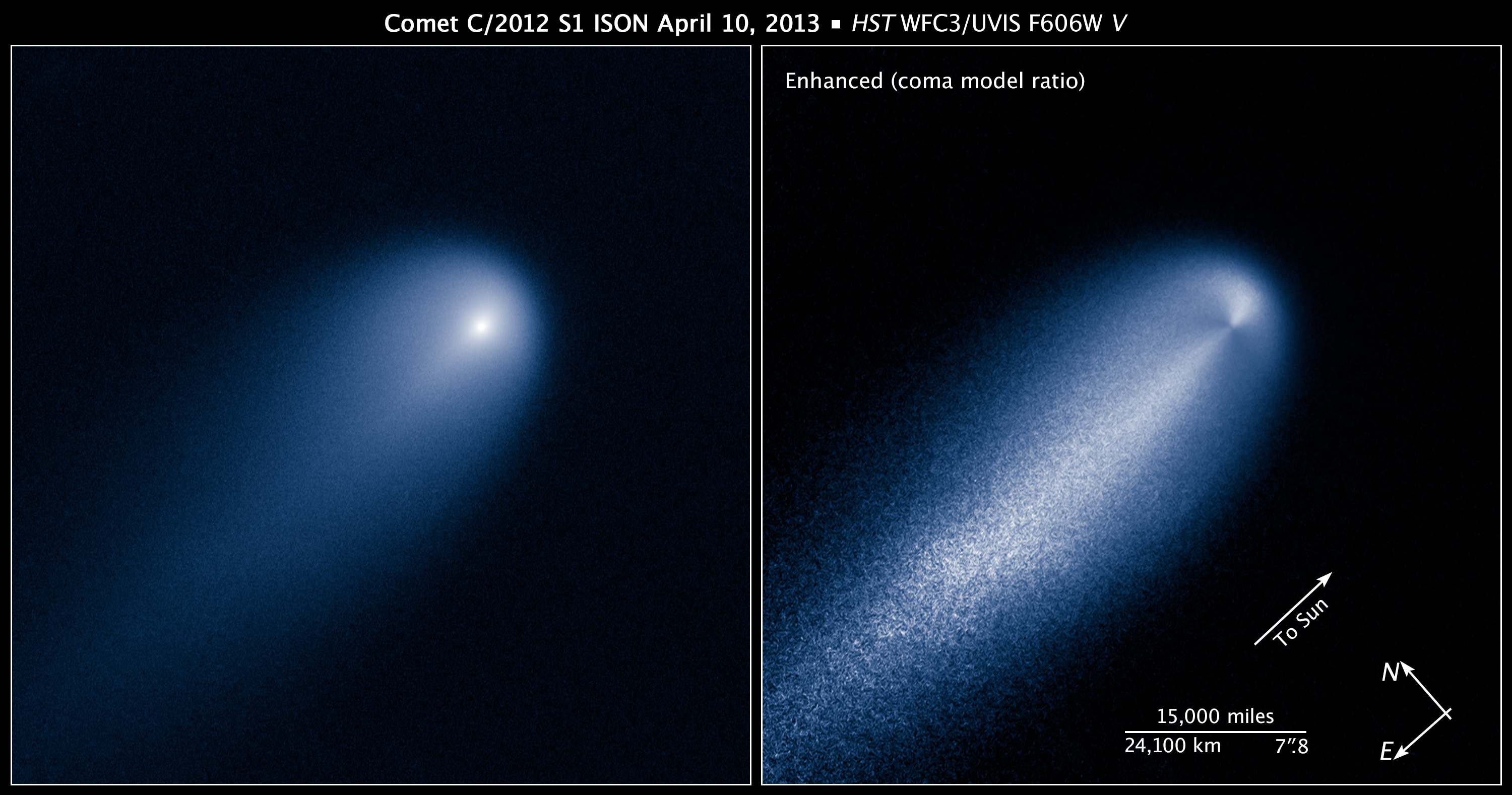
哈伯太空望遠鏡在2013年4月10日，S/2012 S1接近木星軌道時拍攝的影像，同時，也拍攝了放大的影像（彗髮模型的比例）。

從2013年中至12月，C/2012 S1將能從北半球獲得良好的觀測。在通過近日點之後，它會在天球上繼續往北移動。根據預測，艾桑最亮的時刻就是它最接近太陽的時候，然而屆時的離日度將小於1度，使它在太陽的強光下會難以觀看。假設彗星在非常近距離經過太陽時沒有遭遇不測的話，它和其長長的彗尾在12月時，將能在南北半球都能看見。離開近日點後C/2012 S1也開始逐漸黯淡。在2014年1月8日從距離北極星約2度之處掠過。
2013年2月，匯集了1,897位觀測者的資料後繪製出的光度曲線，顯示它的光度以R+4.35的速率增加。如果能夠持續到抵達近日點，C/2012 S1的將能達到視星等-17等，會比滿月還要亮。然而許多來自歐特雲的彗星，像是另一顆彗星C/2011 L4，在光度增加上都有着"遲緩現象"。因此預期C/2012 S1的亮度將增加的不如預測的快速，也不會如當初預測的明亮，但它的亮度仍然非常值得一看。目前對C/2012 S1的觀測認為，即使它保持不變的增亮，它的最大亮度也大約只有-6等。

## 碎裂
根据先前的估算，当ISON彗星从这样近的距离上飞过太阳附近，其温度将达2700摄氏度以上，ISON彗星预计每秒钟会损失大约300万吨物质。近日点后，哈勃望远镜未能成功搜寻到彗星。

## 命名
這顆彗星的名稱模式是C/2012 S1。"C" 表示這是非週期彗星，後面的數字是發現它的年份，"S"表示發現的那半個月 －－依排序是9月的下半個月（不用字母"I"）－－，數字"1"顯示這是在這半個月發現第一顆彗星。在名稱之後附加的"（ISON）"指示標視發現的機構是以俄羅斯為主的國際科學光學監測網。如果同一個機構（組織或觀測者）在幾天之後發現了類似、但毫不相關的另一顆彗星，它將會被命名為"C/2012 S2（ISON）"。然而，媒體可能會因而與同一機關發現的C/2012 S1混淆。

## 註解
1. ↑  視星等等級是隨著亮度的增加而遞減

## 外部連結
- JPL Small-Body Database Browser（页面存档备份，存于）, an interactive two-body JAVA applet which shows the orbits of ISON and the planets
- Elements and Ephemeris for C/2012 S1 (ISON)（页面存档备份，存于） – Minor Planet Center
- C/2012 S1 ( ISON )（页面存档备份，存于） – Seiichi Yoshida @ aerith.net
- C/2012 S1 (ISON) – Gary W. Kronk
- Comet C/2012 S1 (ISON) - Update 2012, Oct. 4（页面存档备份，存于） (Remanzacco Observatory)
- Time-lapse image of Comet ISON and main-belt asteroid 4417 Lecar as seen 24 September 2012 (Erik Bryssinck)